# Verwaltungsgebäude Lange Straße 36
Das Verwaltungsgebäude Lange Straße 36 sowie die Remise in Diepholz stammen vom 19. Jahrhundert. Aktuell (2023) ist hier das Fachzentrum für Kinder-, Jugend- und Familienhilfe Bethel im Norden.
Die Gebäude stehen unter Denkmalschutz (siehe auch Liste der Baudenkmale in Diepholz).

## Beschreibung
Das zweigeschossige Verwaltungsgebäude in Fachwerk mit geputzten Ziegelausfachungen mit Walmdach und Fenstern zur Straßen- und Gartenseite stammt wohl aus der ersten Hälfte des 19. Jahrhunderts.
Daneben steht eine gleichalte eingeschossige umgebaute ehemalige Remise als Ziegelfachwerkbau mit hell geputzten Gefachen sowie mit Walmdach und vier Gauben auf allen Seiten.
Das Landesdenkmalamt befand: „… geschichtliche Bedeutung … und städtebauliche Bedeutung …“.